# 笹久保徹
笹久保 徹（ささくぼ とおる）は、日本の法学者。法政大学専門職大学院法務研究科教授。

## 略歴
法政大学大学院社会科学研究科にて法律学を専攻し、博士後期単位取得満期退学。その後、法政大学専門職大学院法務研究科へと着任。

## 著作等

### 単著
- 『一般社団（財団）法人法逐条解説〔上〕』（法政大学出版局、2020年）

### 論文
- 『取締役による従業員の引抜きについての一考察--東京地裁平成11.2.22判決について』（法学志林、2007年）
- 『取締役による従業員の引抜きに関する諸問題--東京高裁平成16.6.24判決を中心に』（法學志林、2009年）
- 『「営業」と「事業」の同一性についての一考察 : 商号単一の原則に立ち返って (後藤一美教授定年退職記念号)』（法學志林、2018年）
- 『商号等を続用する譲受人の責任に関する一考察(1)商法一七条一項または会社法二二条一項の適用・類推適用について』（法學志林、2019年）
- 『商号等を続用する譲受人の責任に関する一考察(2)商法一七条一項または会社法二二条一項の適用・類推適用について (故 月井雄二教授 追悼号)』（法學志林、2019年）

## 専門分野
- 商法
- 会社法